# A La Ronde
A La Ronde es una casa del siglo XVIII cuya planta tiene 16 lados. Está ubicada cerca de Lympstone, Exmouth, Devon, Inglaterra, y es propiedad del National Trust. La casa fue construida para dos primas, Jane y Mary Parminter. Es Monumento clasificado como Grado I. Se encuentra adyacente a la capilla de Point-In-View, la escuela y las casas de beneficencia,  que junto con una casa parroquial, también fueron construidas por las primas. Los jardines están catalogados como Grado II en el Registro Nacional de Parques Históricos y Jardines.

## Historia
Los miembros de la familia Parminter, cuyos orígenes pueden ser rastreados en el Norte de Devon hacia 1600, habían adquirido una considerable riqueza como comerciantes. Jane era la hija de John Parminter, un comerciante de vino de Barnstaple que tenía un negocio en Lisboa, donde ella nació en 1750. Jane creció en Londres y se convirtió en tutora de su prima huérfana Mary. A la muerte de su padre en 1784, decidió embarcarse en el Grand Tour acompañada por su hermana inválida Elizabeth, la joven prima huérfana y una amiga de Londres.
Las dos primas se hicieron muy unidas y en 1795 decidieron formar un hogar juntas, en Devon. Negociaron la compra de 6 hectáreas de tierra cerca de Exmouth. El terreno es una colina con vistas al mar. Una vez que su casa fue construida vivieron aisladas por muchos años, hasta 1811, cuando Jane murió.
La casa fue terminada alrededor de 1796, y su diseño está supuestamente basado en la Basílica de San Vitale. Se componía de habitaciones, alrededor de un vestíbulo de 10 metros de alto, denominado "El Octógono", y originalmente conectadas por puertas corredizas. La localización de los cuartos estaba pensada para que el sol ingresara por la mañana en el dormitorio de las primas, iluminara la sala de dibujo durante el día y el comedor al final del día. La disposición circular favorecía el aprovechamiento de la luz.
La planta inferior albergaba una bodega de vino, una bóveda, una sala y una cocina. En la galería octogonal superior se ubicaba un intrincado friso hecho a mano. En las principales salas había ventanas en forma de diamante con cerramientos triangulares. Gran parte de la decoración interior fue producida por las dos primas, cuya habilidades artísticas eran excelentes. La casa también contenía muchos objetos, especialmente conchas, que las primas traído de regreso de su Gira Europea.
Los términos del testamento de Mary especificaban que la propiedad podría ser heredado solo por "soltera mujer". Esta condición se cumplió hasta que en 1886 la casa fue transferida al Reverendo Oswald Reichel, un hermano de una de las antiguas ocupantes. Reichel, el único propietario masculino en más de doscientos años, fue el responsable de cambios estructurales. Estos incluyeron la construcción de una torre de agua y una sala de lavandería, la instalación de un cuarto de baño y calefacción central, la construcción de dormitorios en planta alta con ventanas de buhardilla, la instalación de ventanas en la planta y la colocación una pesada polea que mueve un elevador de objetos y tubos acústicos. Se sustituyó el original tejado de paja por un techo de tejas, se adicionó una pasarela externa y se pusieron revestimientos de color rojo profundo.
El National Trust, tomó medidas de conservación que incluyen la eliminación de casi todos los grandes radiadores de calefacción central instalados por Reichel, la restauración de los revestimientos de paredes al original verde pálido y un sistema de CCTV para permitir la observación de la delicada galería de conchas riesgo de daños. La cocina original y la bóveda en la planta inferior funcionan ahora como una cocina moderna y salón de té.
La tradición de la familia sostiene que la casa fue diseñada por Jane. Una versión de un escritor del siglo XIX sostiene, que los planes fueron elaborados por "un Señor Lowder". 
El comandante Lowder, promotor inmobiliario, pariente de las Parminter tuvo un hijo, también llamado John (1781-1829) que ejerció como arquitecto en Bath. Tenía 15 años cuando A La Ronde fue finalizada lo que quita credibilidad a que haya sido él el constructor de la casa. Una de las razones por las que se le atribuye la autoría es porque en 1816 diseñó la Bath and District National School (demolida en 1896), un edificio de 32 caras con cuñas separando las aulas. A La Ronde en todo caso sería una inspiración para este arquitecto.

## Capilla de Point-in-View

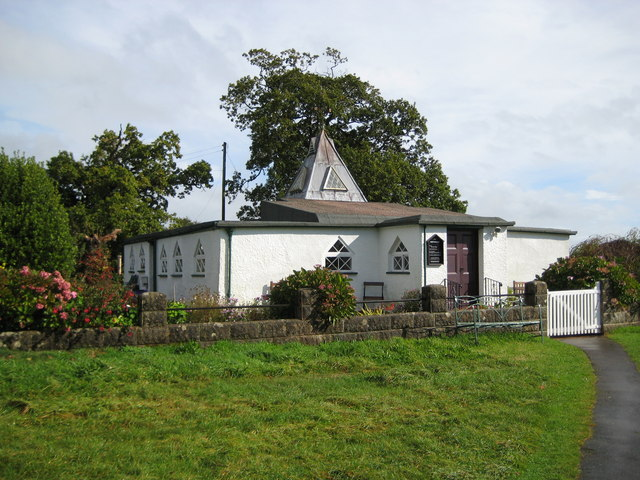
La capilla

Las primas eran asistentes regulares a la Capilla Glenorchy en Exmouth, pero cuando envejecieron encontraron dificultades para recorrer el camino para llegar a ella. Por lo tanto, decidieron realizar una capilla en su propia finca. Aunque Jane murió en 1811, y fue enterrada debajo de la capilla, el trabajo continuó y los edificios se completarán más tarde durante ese año. Dentro de la capilla están escritas las palabras "Algún punto de vista – todos buscamos". Junto a la capilla hay una pequeña escuela para seis niñas y asilo para cuatro damas mayores de 50 años de edad. También había un alojamiento para un pastor.
Las dos damas tenían gran interés en la conversión de los judíos al cristianismo. Para el asilo, una mujer judía que hubiera abrazado el cristianismo tendría preferencia sobre las demás como un candidata para un lugar. La historia de que las encinas plantadas en la finca estaban protegidas por medio de un testamento redactado por las Parminter que indica que deberían permanecer de pie hasta que Israel volviera y fuera restituido a la tierra prometida es, tristemente, apócrifa, pero que sin duda refleja la idea, común en la época, que la madera de los árboles sería utilizada para construir los barcos para el regreso a la tierra prometida. Cuando Mary murió en 1849, ella también fue enterrada debajo de la capilla.
Todavía se realizan servicios en la capilla, bautismos y bodas y un capellán vive en la casa parroquial. La escuela se cerró en 1901. La capilla y la casa parroquial están catalogadas como Grado I y los 3 acres de pradera que rodean los edificios están listados de Grado II en el Registro Nacional de Parques y Jardines. La capilla está abierta la mayoría de los días y da la bienvenida a los visitantes. El sitio es administrado por el consejo directivo de la Mary Parminter Charity.

## Galería

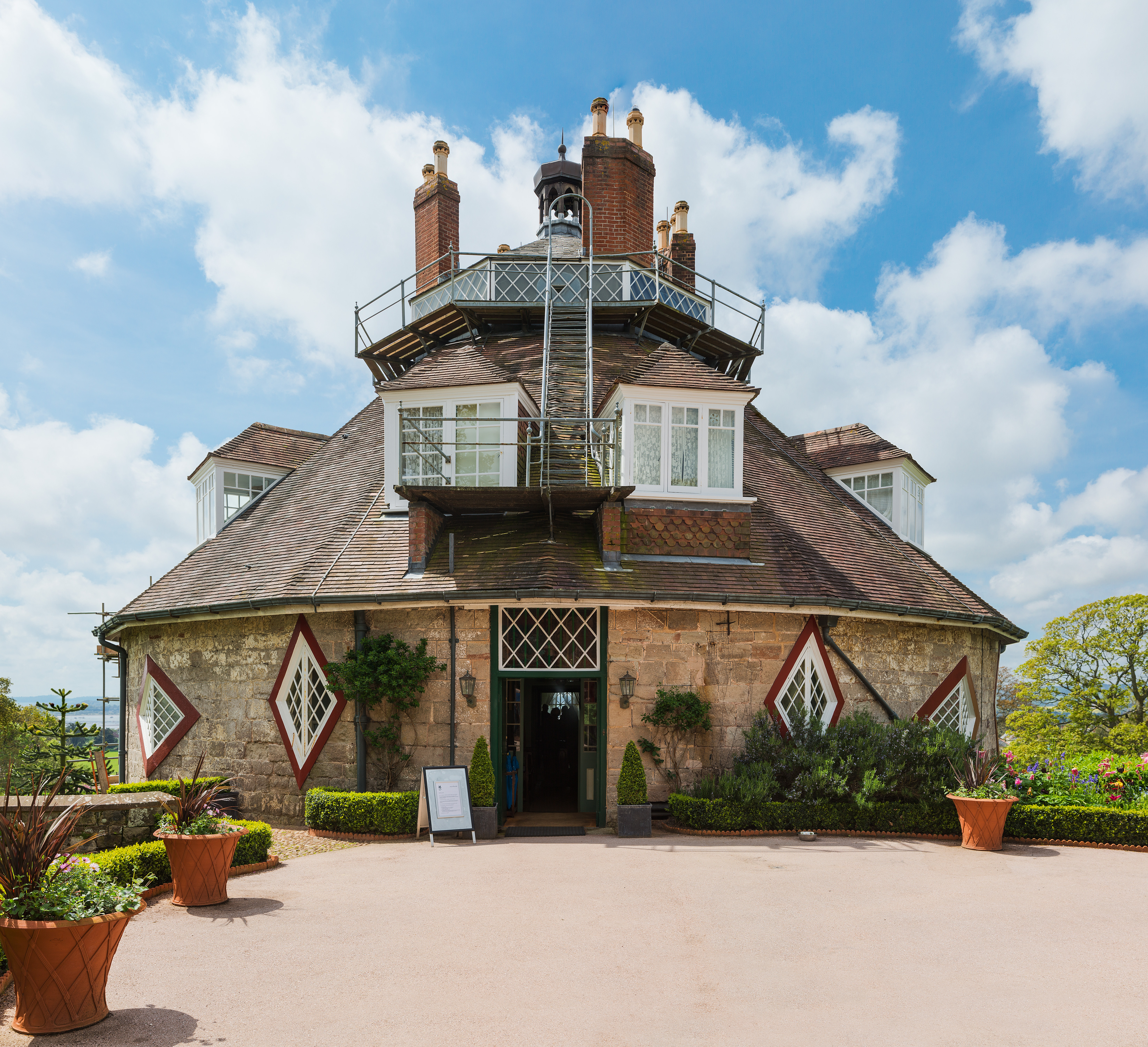
Entrada Noreste
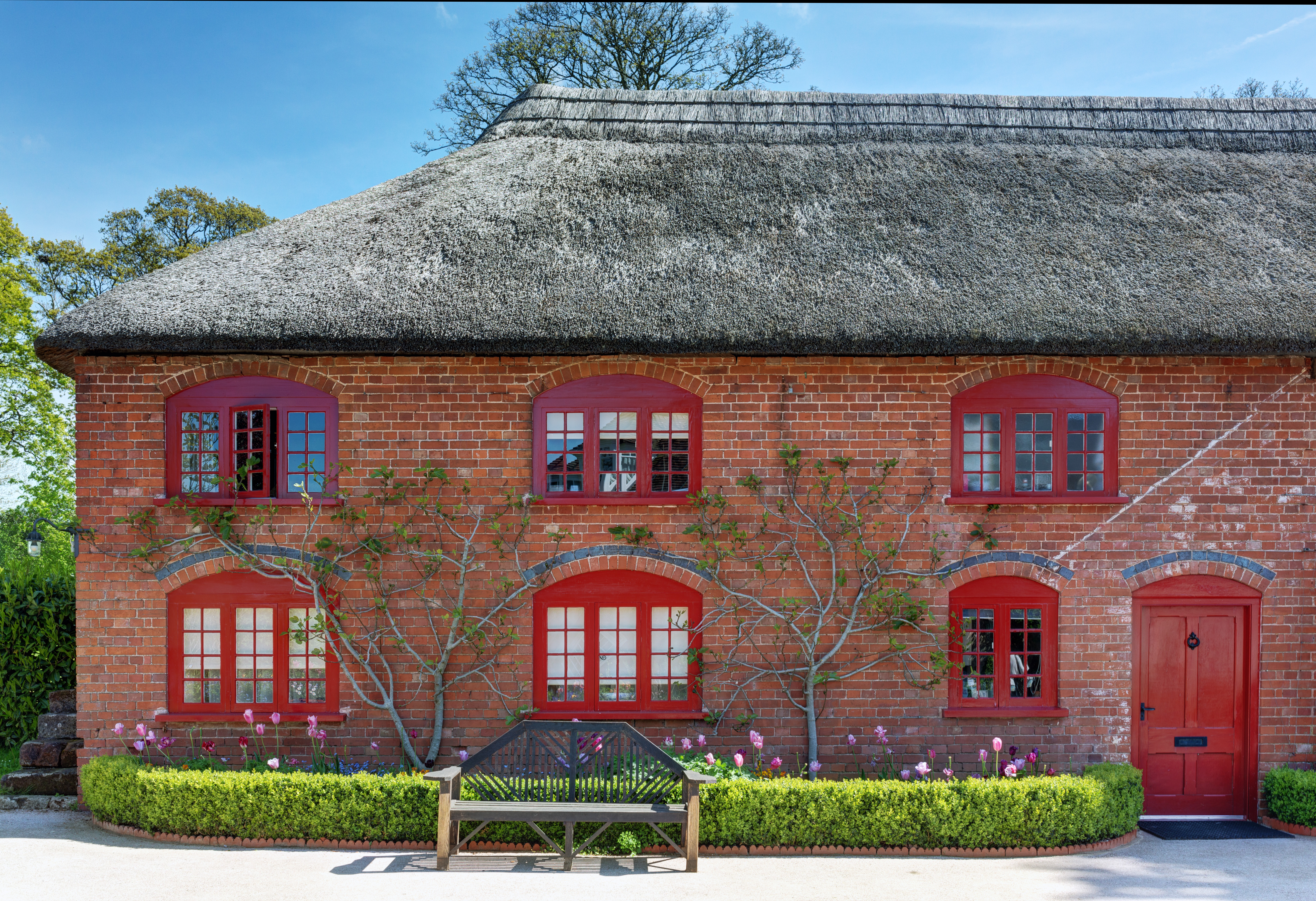
Establo de A La Ronde, desde el suroeste
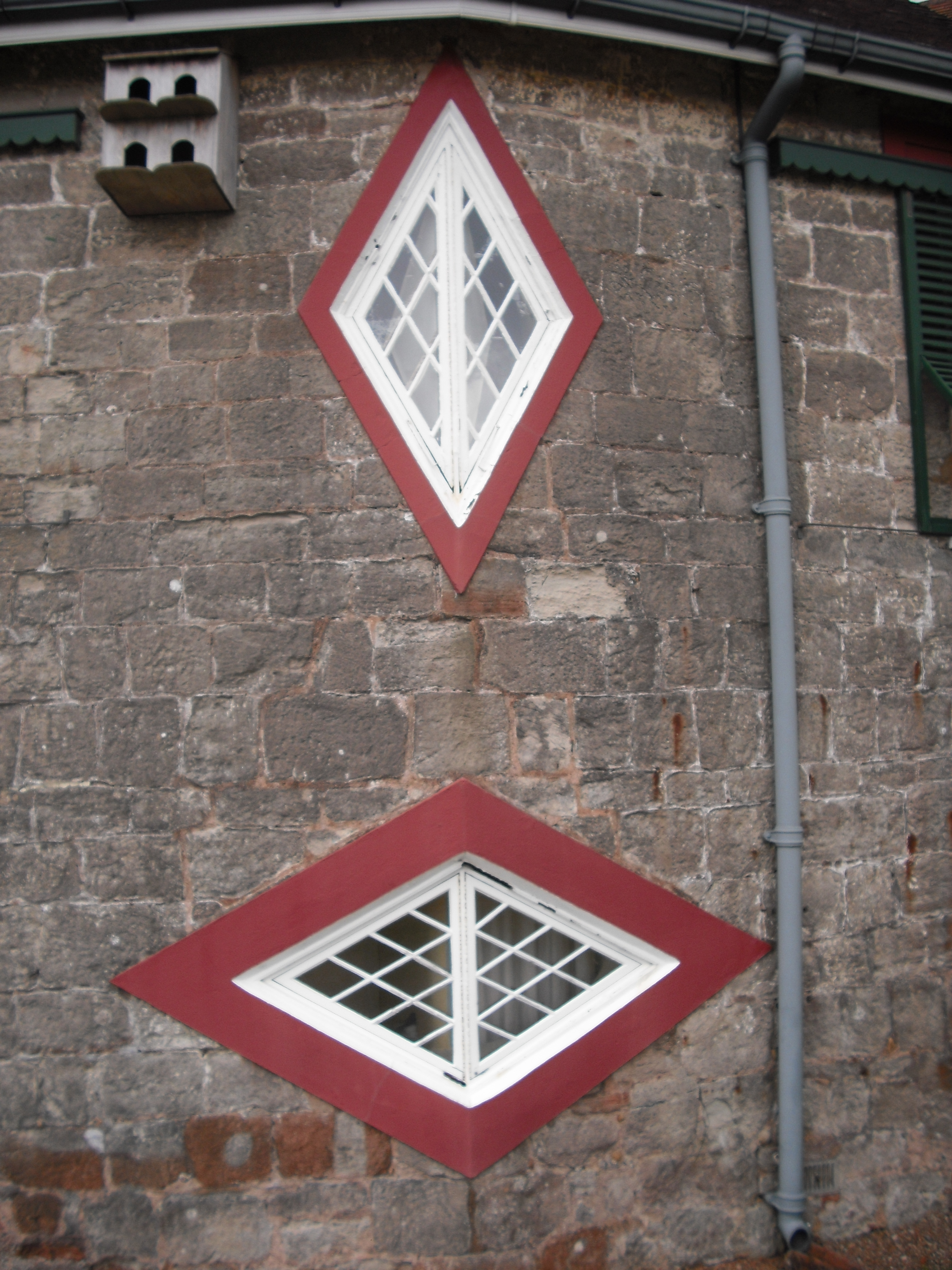
A La Ronde, detalle de una ventana